# Jonathan Vidallé
Jonathan Vidallé (Buenos Aires, 13 maggio 1977) è un ex calciatore argentino, di ruolo attaccante.
È figlio dell'ex portiere Enrique Vidallé.

## Carriera
Dopo aver militato nel Vélez Sarsfield (massima serie argentina), nel Provincial Osorno (massima serie cilena) e nel San Gallo (massima serie svizzera), ha trascorso il resto della sua carriera tra la Serie B e le categorie inferiori italiane.

## Palmarès

### Club

#### Competizioni internazionali
- Coppa Interamericana: 1

Velez: 1995